# Sheng Xi Fu
Sheng Xi Fu és una empresa de moda xinesa originària de Tianjin, dedicada a la confecció i venda de capells. La marca va ser dividida entre diverses botigues arreu del país, sent la més famosa la de Beijing, que té el reconeixement de Zhonghua Laozihao, honor reservat a establiments antics que elaboren productes mitjançant tècniques tradicionals. El 2010 van obrir un museu a Beijing.
Entre els seus clients hi han figurat personalitats com Mao Zedong, Zhou Enlai, Liu Shaoqi, Jiang Zemin o els presidents de Corea del Nord, Indonèsia o Cambodja.

## Història
Va ser fundada el 1911 per Liu Xisan, natural de Shandong, i el primer producte que fabricaren va ser el capell de palla. Originàriament s'anomenava Sheng Jufu, obtenint el nom actual el 1925, quan es reubica la botiga a la concessió francesa de Tianjin. El 1936 ja exportava a Europa, Austràlia i Estats Units.
El 1956, el govern reordena la producció. Per ordre de Zhou Enlai, es preserven i milloren les tècniques tradicionals de fabricació de capells alhora que s'establien branques i noves fàbriques a diferents ciutats del país, com la de Beijing.

## Galeria

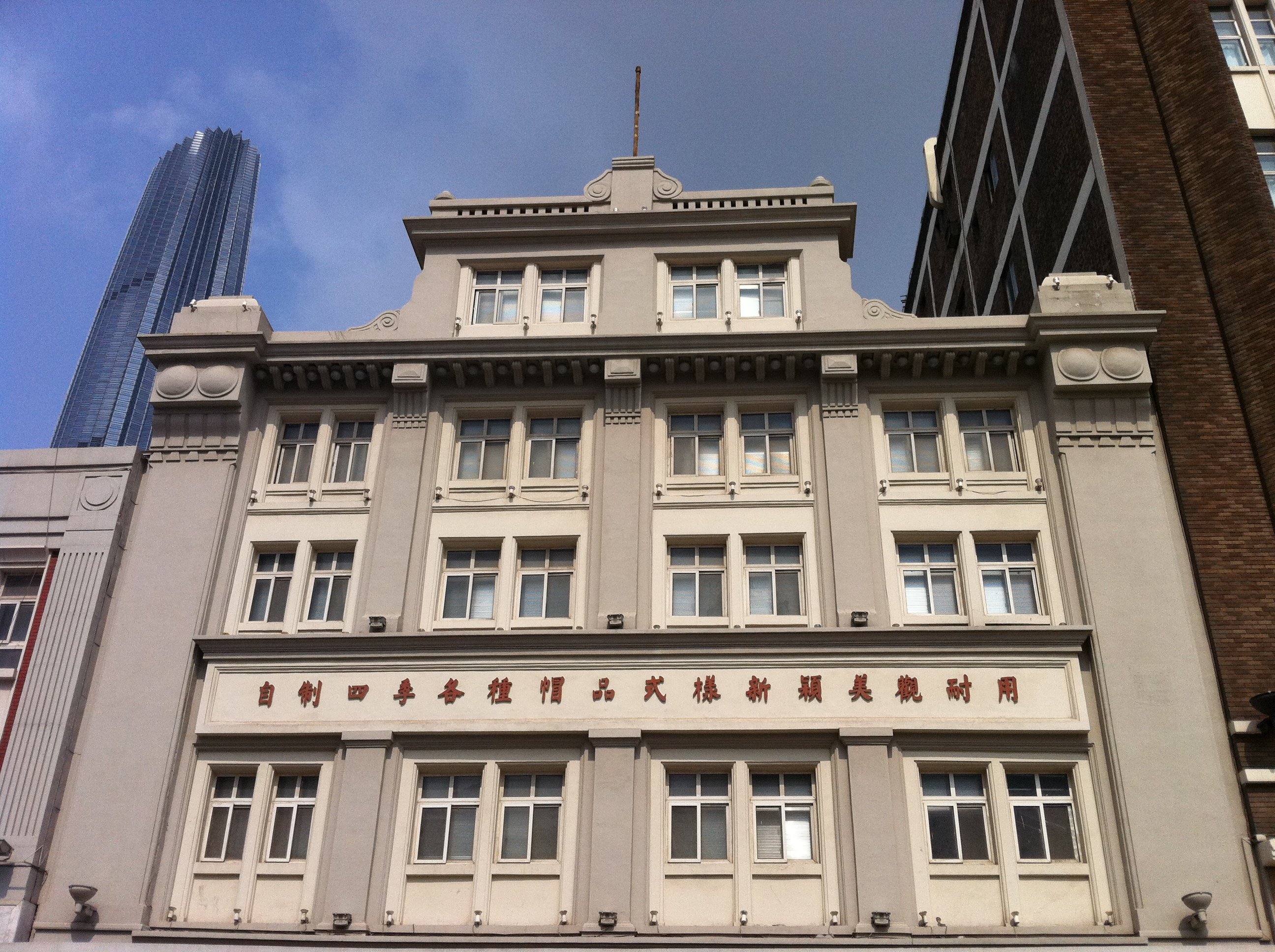
Edifici de la botiga de Tianjin
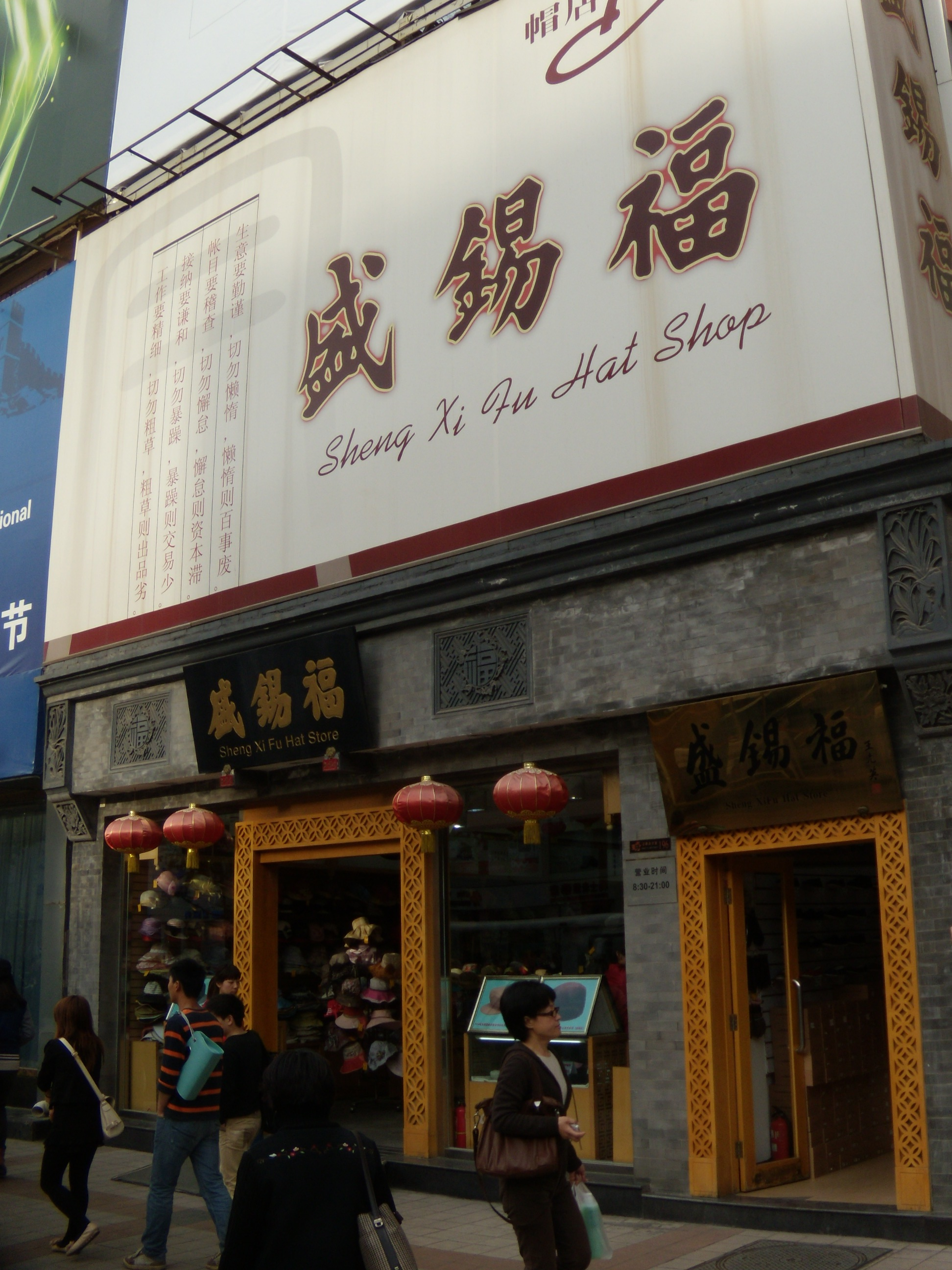
Botiga de Beijing, situada al carrer Wangfujing.
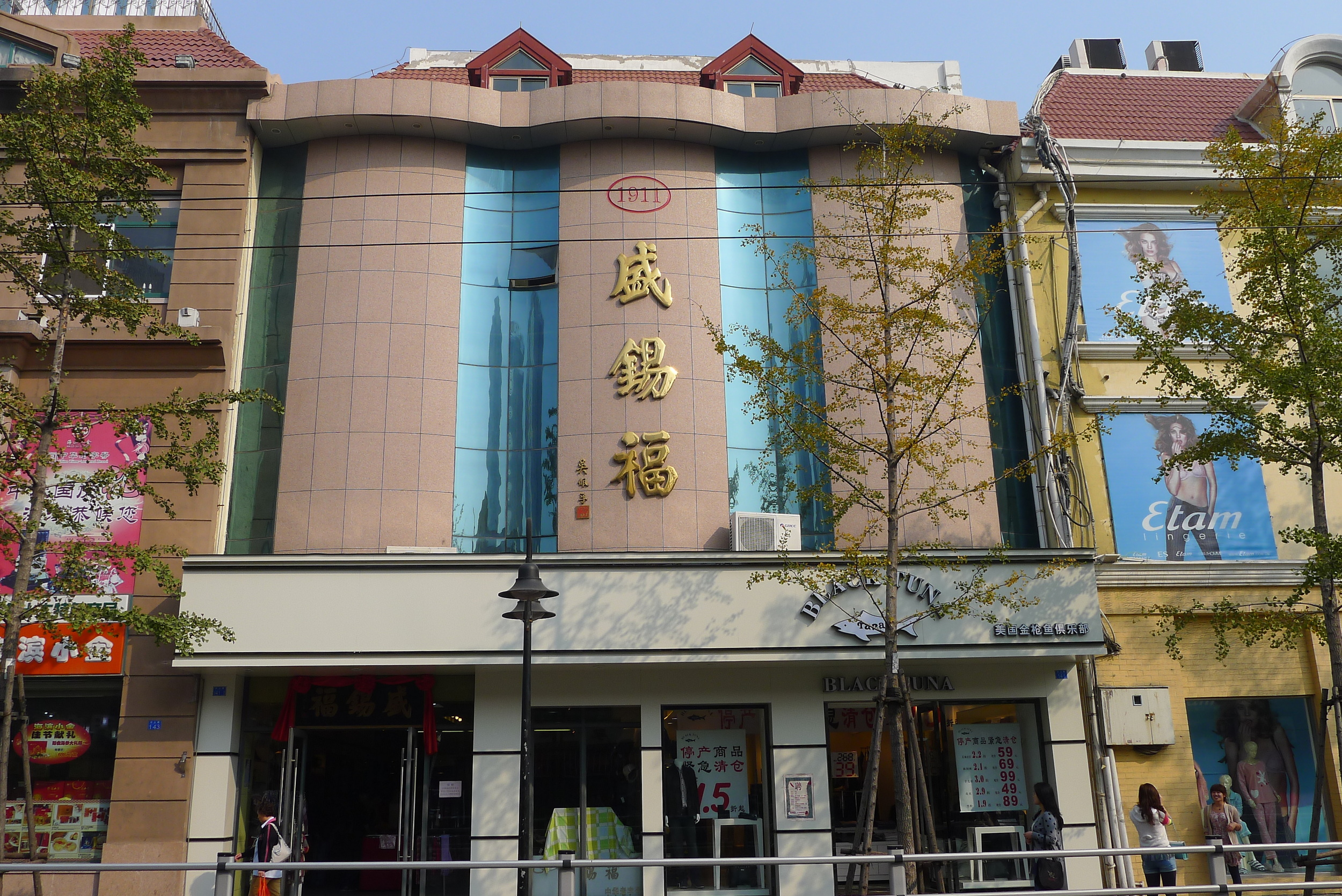
Botiga de Qingdao, situada a l'avinguda Zhongshan.